# Stefanie Schwaiger
Stefanie Schwaiger (Allentsteig, 7 de agosto de 1986) é uma ex-jogadora de vôlei de praia austríaca, medalhista de bronze no Campeonato Mundial Sub-21 de 2005 no Brasil e no Campeonato Europeu Sub-23 de 2006 na Áustria e medalhista de ouro no Campeonato Europeu de 2013 na Áustria.

## Carreira
Os primeiros passos no vôlei de praia internacional  foram iniciados com sua irmã Doris Schwaiger e ocorreu no Campeonato Mundial Sub-19 de 2002 em Xylokastro, quando terminaram no nono posto, e juntas estrearam profissionalmente no Circuito Mundial de 2003 no Grand Slam de Klagenfurt e obtendo o nono lugar no Mundial Sub-21 de 2003 em Saint-Quay-Portrieux, nacionalmente esteve e 2003 com Stefanie Frotschnig e em 2005 com Magdalena Jirak.
Com Doris Schwaiger obteve a medalha de bronze no Campeonato Mundial Sub-21 de 2005, cuja sede foi no Rio de Janeiro e repetiram o feito no Campeonato Europeu Sub-23 de 2006 sediado em Sankt Pölten.
E atuando com Doris Schwaiger disputou os Jogos Olímpicos de Verão de 2008 e os Jogos Olímpicos de Verão de 2012.
Ela juntamente com Doris Schwaiger conquistou a medalha de ouro no Campeonato Europeu de 2013 em Klagenfurt e em 2014  dupla se desfez por causa da aposentadoria de Doris, passou a competir com Lisa Chukwuma, e Barbara Hansel permanecendo com esta jogadora a meados de 2016, depois em 2017 com Katharina Schützenhöfer e em seguida com Teresa Strauss.

## Títulos e resultados
- Aberto de Xiamen do Circuito Mundial de Vôlei de Praia de 2015
- Grand Slam de Xangai do Circuito Mundial de Vôlei de Praia de 2013
- Aberto de Marselha do Circuito Mundial de Vôlei de Praia de 2010
- Aberto de Kristiansand do Circuito Mundial de Vôlei de Praia de 2009
- Aberto de Xangai do Circuito Mundial de Vôlei de Praia de 2011
- Aberto de Dubai do Circuito Mundial de Vôlei de Praia de 2008
- Aberto de Lucerna do Circuito Mundial de Vôlei de Praia de 2015
- Aberto de Praga do Circuito Mundial de Vôlei de Praia de 2014
- Aberto de Kristiansand do Circuito Mundial de Vôlei de Praia de 2008